# Coryphaenoides microstomus
Coryphaenoides microstomus är en fiskart som beskrevs av Mcmillan, 1999. Coryphaenoides microstomus ingår i släktet Coryphaenoides och familjen skolästfiskar. Inga underarter finns listade i Catalogue of Life.